# Canada op de Olympische Zomerspelen 1920
Canada nam deel aan de Olympische Zomerspelen 1920 in Antwerpen, België. Er namen 52 sporters deel in negen olympische sportdisciplines, waarbij negen medailles werden behaald.
Tijdens deze Spelen stonden twee wintersporten (kunstrijden en ijshockey) op het programma. Canada, dat het clubteam van de Winnipeg Falcons afvaardigde won de eerste gouden ijshockeymedaille.

## Medailleoverzicht
| Sport     | Olympiër(s) | Onderdeel            | Medaille |
| --------- | --- | -------------------- | -------- |
| Atletiek  | Earl Thomson | 110m horden (m)      | Goud     |
| Boksen    | Bert Schneider | -66,7kg (m)          | Goud     |
| Ijshockey | Robert Benson Walter Byron Frank Fredrickson Chris Fridfinnson Magnus Goodman Haldor Halderson Konrad Johannesson Allan Woodman | mannen               | Goud     |
| Boksen    | Clifford Graham | -53,5kg (m)          | Zilver   |
| Boksen    | Clifford Graham | -72,6kg (m)          | Zilver   |
| Zwemmen   | George Vernot | 1500m vrije slag (m) | Zilver   |
| Boksen    | Clarence Newton | -61,2kg (m)          | Brons    |
| Boksen    | Moe Herscovitch | -72,6kg (m)          | Brons    |
| Zwemmen   | George Vernot | 400m vrije slag (m)  | Brons    |

## Deelnemers en resultaten

### Atletiek
| Olympiër         | Onderdeel                | Resultaat    | Prestatie                                                                        |
| ---------------- | ------------------------ | ------------ | -------------------------------------------------------------------------------- |
| Cyril Coaffee    | 100m (m)                 | series       | serie 12: 3de                                                                    |
| Alexandre Penton | 100m (m)                 | kwartfinale  | serie 10: 2de in 11,1 kwartfinale 4: 5de in 11,4                                 |
| Cyril Coaffee    | 200m (m)                 | series       | serie 11: 3de                                                                    |
| Alexandre Penton | 200m (m)                 | halve finale | serie 2: 2de in 22,9 kwartfinale 4: 2de in 22,7 halve finale 2: 4de              |
| Hec Phillips     | 400m (m)                 | 16e          | serie 8: 2de in 52,3 kwartfinale 2: 5de in 51,5                                  |
| Hec Phillips     | 800m (m)                 | series       | serie 2: 8ste                                                                    |
| Edward Lawrence  | 1500m (m)                | series       | serie 1: 5de in 4.03,9                                                           |
| Tommy Town       | 1500m (m)                | series       | serie 2: 6de                                                                     |
| Tommy Town       | 5000m (m)                | DNF          | serie 1: niet gefinisht                                                          |
| Edward Lawrence  | 10000m (m)               | series       | serie 2: 6de in 33.08,5                                                          |
| Earl Thomson     | 110m horden (m)          | Goud         | serie 2: 2de in 15,4 halve finale 2: 1ste in 15,0 (WR) finale: 1ste in 14,8 (WR) |
| Edward Freeman   | 3km snelwandelen (m)     | series       | serie 2: 8ste                                                                    |
| Edward Freeman   | 10km snelwandelen (m)    | DSQ          | serie 2: gediskwalificeerd                                                       |
| James Dellow     | marathon (m)             | 13e          | 2:46.47,0                                                                        |
| Norman General   | marathon (m)             | 22e          | 2:58.01,0                                                                        |
| Arthur Scholes   | marathon (m)             | 15e          | 2:48.30,0                                                                        |
| Albert Smoke     | marathon (m)             | DNF          | niet gefinisht                                                                   |
| James Dellow     | hoogspringen (m)         | DNF          | kwalificatie: geen geldige poging                                                |
| John Cameron     | hamerslingeren (m)       | 13e          | kwalificatie: 9de met 44,66m                                                     |
| Archie McDiarmid | hamerslingeren (m)       | DNF          | kwalificatie: geen geldige poging                                                |
| Archie McDiarmid | gewichtwerpen (m)        | 4e           | kwalificatie: 4de met 9,475m finale: 4de met 10,12m                              |
| Tommy Town       | veldloop individueel (m) | 29e          |                                                                                  |

### Boksen
| Olympiër           | Onderdeel   | Resultaat | Prestatie |
| ------------------ | ----------- | --------- | --- |
| Harry Turner       | -50,8kg (m) | 9e        | 1ste ronde: V van FRA Rampignon |
| Chris Graham       | -53,5kg (m) | Zilver    | 1ste ronde: vrij kwartfinale: W van FRA Ricard halve finale: W van BEL Hébrants finale: V van RSA Walker                                      |
| Walter Newton      | -57,2kg (m) | 9e        | 1ste ronde: vrij 2de ronde: V van DEN Clausen                                                                                                 |
| William Rankin     | -57,2kg (m) | 17e       | 1ste ronde: V van NED Hesterman |
| Walter Newton      | -61,2kg (m) | Brons     | 1ste ronde: W van DEN Jensen kwartfinale: W van NOR Sæterhaug halve finale: V van DEN Johansen bronzen finale: W van RSA Beland               |
| Bert Schneider     | -66,7kg (m) | Goud      | 1ste ronde: vrij 2de ronde: W van RSA Thomas kwartfinale: W van NOR Steen halve finale: W van USA Colberg finale: W van GBR Ireland           |
| Moe Herscovitch    | -72,6kg (m) | Brons     | 1ste ronde: vrij 2de ronde: W van NED Munting kwartfinale: W van RSA Bradley halve finale: V van GBR Mallin bronzen finale: W van NOR Strømme |
| Georges Prud'Homme | -72,6kg (m) | Zilver    | 1ste ronde: vrij 2de ronde: W van BEL Masson kwartfinale: W van FRA Rey-Golliet halve finale: W van NOR Strømme finale: V van GBR Mallin      |

### Roeien
| Olympiër                                                          | Onderdeel    | Resultaat | Prestatie              |
| ----------------------------------------------------------------- | ------------ | --------- | ---------------------- |
| Art Everett Harold Harcourt Robert Hay Strathy Hay Larry Landrian | vier-met (m) | 5e        | serie 1: 3de in 7.18,0 |

### Schietsport
| Olympiër                                                                 | Onderdeel     | Resultaat | Prestatie  |
| ------------------------------------------------------------------------ | ------------- | --------- | ---------- |
| George Beattie                                                           | trap (m)      | 13e       | 73 punten  |
| John Black                                                               | trap (m)      | 15e       | 52 punten  |
| William Hamilton                                                         | trap (m)      | 11e       | 82 punten  |
| James Montgomery                                                         | trap (m)      | 6e        | 86 punten  |
| Samuel Vance                                                             | trap (m)      | 14e       | 71 punten  |
| George Beattie John Black William Hamilton James Montgomery Samuel Vance | trap team (m) | 5e        | 474 punten |

### Schoonspringen
| Olympiër      | Onderdeel      | Resultaat | Prestatie                      |
| ------------- | -------------- | --------- | ------------------------------ |
| Richard Flint | 3m plank (m)   | 9e        | groep 1: 5de met 280,70 punten |
| Richard Flint | 10m toren (m)  | 14e       | groep 1: 6de met 351,35 punten |
| Richard Flint | hoogduiken (m) | 20e       | groep 2: 7de met 126,0 punten  |

### Wielersport
| Olympiër                                                       | Onderdeel                | Resultaat   | Prestatie                                                               |
| Baan                                                           | Baan                     | Baan        | Baan                                                                    |
| -------------------------------------------------------------- | ------------------------ | ----------- | ----------------------------------------------------------------------- |
| Harold Bounsall                                                | sprint (m)               | 10e         | serie 12: 2de kwartfinale 4: 2de herkansingen: 1ste herkansingen 2: 2de |
| Herbert McDonald                                               | sprint (m)               | series      | serie 8: 4de                                                            |
| William Taylor                                                 | sprint (m)               | series      | serie 1: 3de                                                            |
| Norman Webster                                                 | sprint (m)               | kwartfinale | serie 4: 2de kwartfinale 1: 3de herkansingen: 3de                       |
| Harold Bounsall                                                | sprint (m)               | DNF         | niet gefinisht                                                          |
| Herbert McDonald                                               | sprint (m)               | 5e          |                                                                         |
| William Taylor                                                 | sprint (m)               | DNF         | niet gefinisht                                                          |
| Norman Webster                                                 | sprint (m)               | DNF         | niet gefinisht                                                          |
| Harold Bounsall Herbert McDonald William Taylor Norman Webster | ploegenachtervolging (m) | series      | serie 4: V van Zuid-Afrika                                              |
| Weg                                                            |                          |             |                                                                         |
| Harold Bounsall                                                | tijdrit (m)              | DNF         | niet gefinisht                                                          |
| Harry Martin                                                   | tijdrit (m)              | 38e         | 5:30.16,2                                                               |
| Herbert McDonald                                               | tijdrit (m)              | 31e         | 5:20.34,6                                                               |
| Norman Webster                                                 | tijdrit (m)              | DNF         | niet gefinisht                                                          |
| Harold Bounsall Harry Martin Herbert McDonald Norman Webster   | ploegentijdrit (m)       | DNF         | niet gefinisht                                                          |

### Worstelen
| Olympiër      | Onderdeel   | Resultaat   | Prestatie                     |
| Vrije stijl   | Vrije stijl | Vrije stijl | Vrije stijl                   |
| ------------- | ----------- | ----------- | ----------------------------- |
| Enok Lopponen | -69kg (m)   | 17e         | 1ste ronde: V van USA Johnson |

### IJshockey
| Olympiër | Onderdeel | Resultaat | Prestatie |
| --- | --------- | --------- | --- |
| Robert Benson Walter Byron Frank Fredrickson Chris Fridfinnson Magnus Goodman Haldor Halderson Konrad Johannesson Allan Woodman | mannen    | Goud      | kwartfinale: W van Tsjecho-Slowakije: 15-0 halve finale: W van Verenigde Staten: 2-0 finale: W van Zweden: 12-1 |

### Zwemmen
| Olympiër       | Onderdeel            | Resultaat    | Prestatie                                                                       |
| -------------- | -------------------- | ------------ | ------------------------------------------------------------------------------- |
| George Vernot  | 100m vrije slag (m)  | halve finale | serie 4: 1ste in 1.05,2 halve finale 1: 3de in 1.05,8                           |
| George Hodgson | 400m vrije slag (m)  | halve finale | serie 5: 2de in 5.49,8 halve finale 2: 4de                                      |
| George Vernot  | 400m vrije slag (m)  | Brons        | serie 4: 1ste in 5.32,6 halve finale 2: 1ste in 5.27,8 finale: 3de in 5.29,6    |
| George Hodgson | 1500m vrije slag (m) | halve finale | serie 3: 2de in 24.36,6 halve finale 1: 5de                                     |
| George Vernot  | 1500m vrije slag (m) | Zilver       | serie 1: 1ste in 23.40,0 halve finale 2: 1ste in 22.59,4 finale: 2de in 22.36,4 |
| Sidney Gooday  | 200m schoolslag (m)  | series       | serie 1: 5de                                                                    |
| Sidney Gooday  | 400m schoolslag (m)  | DNF          | serie 1: niet gefinisht                                                         |

Argentinië · Australië · België · Brazilië · Brits-Indië · Canada · Chili · Denemarken · Egypte · Estland · Finland · Frankrijk · Griekenland · Groot-Brittannië · Italië · Japan · Joegoslavië · Luxemburg · Monaco · Nederland · Nieuw-Zeeland · Noorwegen · Portugal · Spanje · Tsjecho-Slowakije · Verenigde Staten · Zuid-Afrika · Zweden · Zwitserland